# Deutsche Hypothekenbank Meiningen

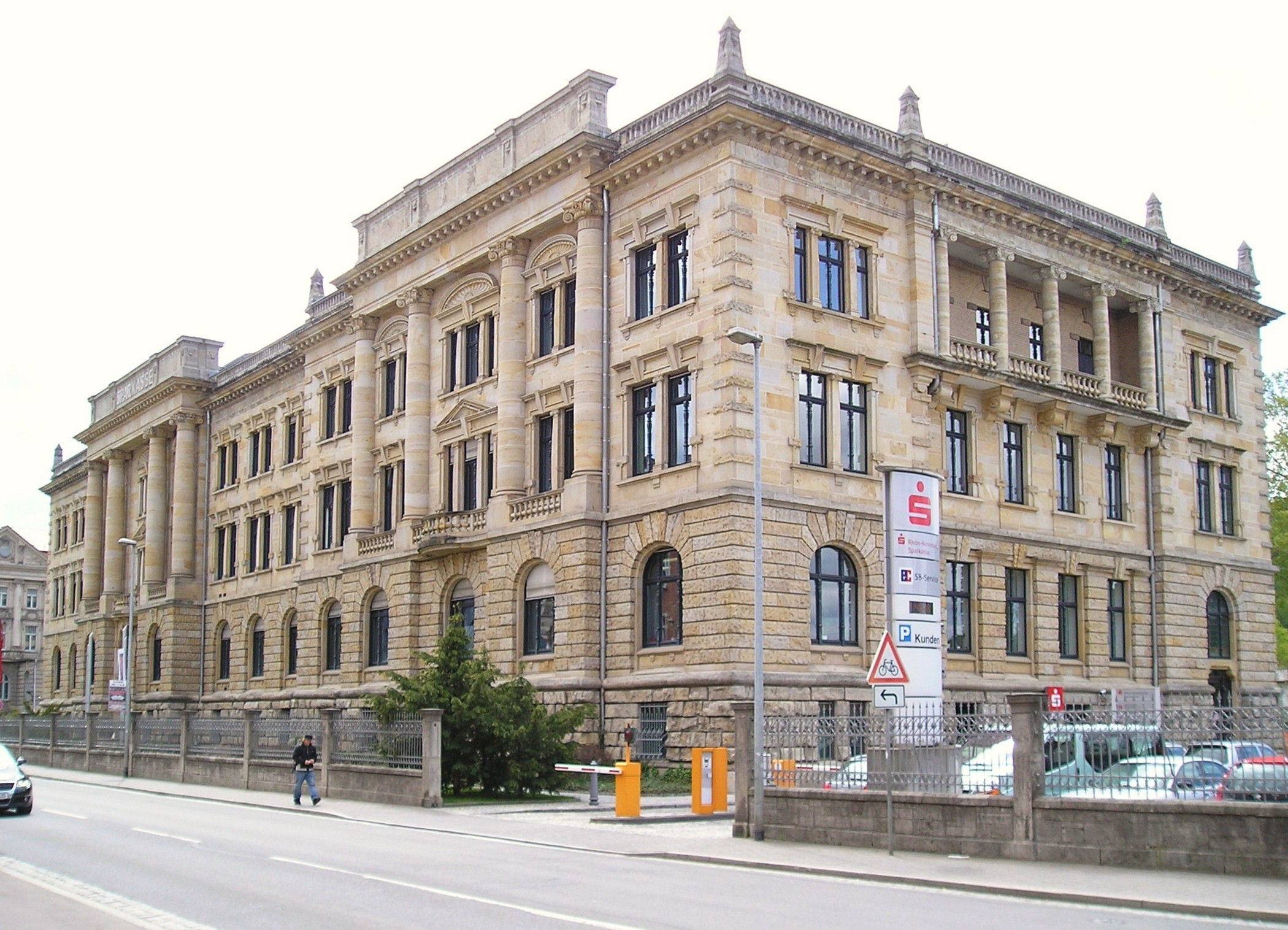
Das Bankgebäude der Deutschen Hypothekenbank heute

Die Deutsche Hypothekenbank Meiningen AG war eine in Meiningen, einst Haupt- und Residenzstadt von Sachsen-Meiningen, ansässige Großbank.

## Geschichte

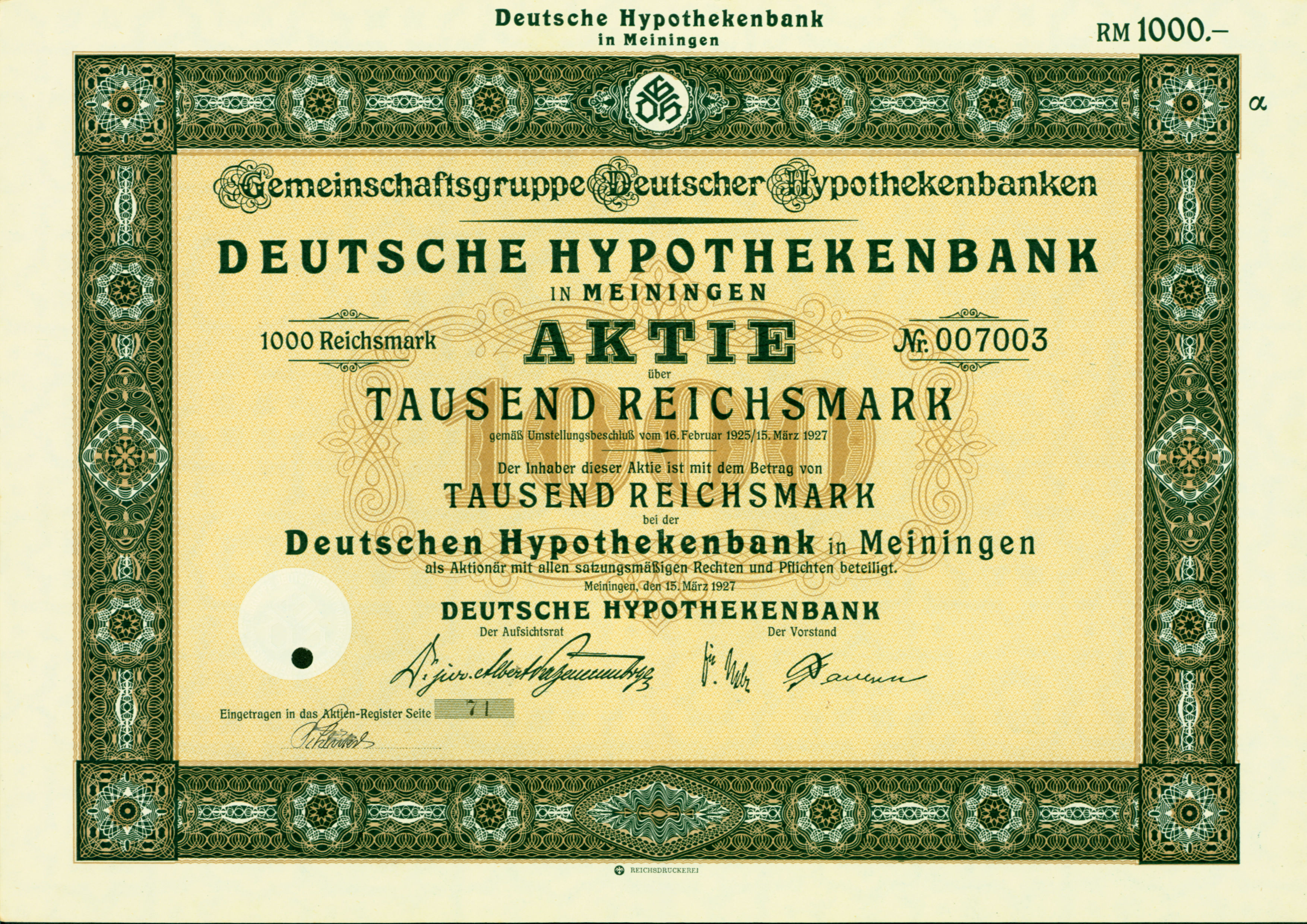
Aktie über 1000 RM der Deutschen Hypothekenbank in Meiningen vom 15. März 1927

Das Bankhaus wurde am 13. Dezember 1862 von der Meininger Mitteldeutschen Creditbank und den Frankfurter Bankhäusern W.F. Jäger und Gebrüder Sulzbach gegründet. An diesem Tag erteilte Herzog Bernhard II. die Konzession. Erster Direktor war Friedrich Eduard Oberländer. Sie war gemeinsam mit der Frankfurter Hypothekenbank die erste reine Hypothekenbank in Deutschland mit dem Status einer Privatbank unter staatlicher Aufsicht. Sie wurde zum Vorbild für weitere Bankengründungen in Deutschland und nahm eine Führungsrolle unter den deutschen Hypothekenbanken ein. Die Bank gewährte unter anderem Agrarkredite und Darlehen mit festverzinslichen Prämienpfandbriefe. Ihre Geschäftsfelder lagen hierbei in erster Linie in Preußen, Ungarn, Bayern, Baden und Lothringen. Die Deutsche Hypothekenbank Meiningen war der größte Steuerzahler im Herzogtum Sachsen-Meiningen, 1915 belief sich die Bilanzsumme auf 620 Millionen Mark.
Bis 1899 war die Bank im Bankgebäude der Mitteldeutschen Kreditbank ansässig. Dann bezog sie ein neues von Architekt Eduard Fritze errichtetes Gebäude in der Leipziger Straße, das 1912 um einen Flügel erweitert wurde. Bis 1904 führte der Vorstandsvorsitzende Rudolph Sulzbach die Bank. Weitere Direktoren waren unter anderem Hubert Dreysigacker, Ludwig Kirchner, Wilhelm Kirchner, Bernhard Hessner, Adolf Braun, Felix Paulsen, Fritz Hartmann und Richard Heim.
1938 erfolgte eine Vereinigung mit der Norddeutschen Grund-Credit-Bank zu einem der größten und langlebigsten Zusammenschlüsse von deutschen Hypothekenbanken. Gleichzeitig wurde der Unternehmenssitz nach Weimar verlegt, in ein 1928/29 vom Weimarer Architekten Ernst Flemming errichtetes Gebäude. Dort verlor das Bankhaus bei dem US-Bombenangriff am 9. Februar 1945  22 männliche und 15 weibliche Mitarbeiter (Gedenkstein auf Weimarer Friedhof).
1948 ging die Bank nach Bremen. 1972 erfolgte die Fusion mit der Sächsischen Bodencreditanstalt, 1989 die Fusion mit der Pfälzischen Hypothekenbank sowie die Sitzverlegung nach Frankfurt am Main. Nach einer weiteren Fusion mit der Norddeutschen Hypotheken- und Wechselbank sowie der Hypothekenbank in Hamburg 1998 und unter dem neuen Namen Deutsche Hypothekenbank Frankfurt-Hamburg AG (Deutsche Hyp) schloss sie sich 2001 mit zwei anderen Hypothekenbanken zur neuen Spezialbank Eurohypo zusammen. Das Meininger Bankgebäude ist heute Hauptsitz der Rhön-Rennsteig-Sparkasse.

## Bankgebäude

Haupteingang 2013

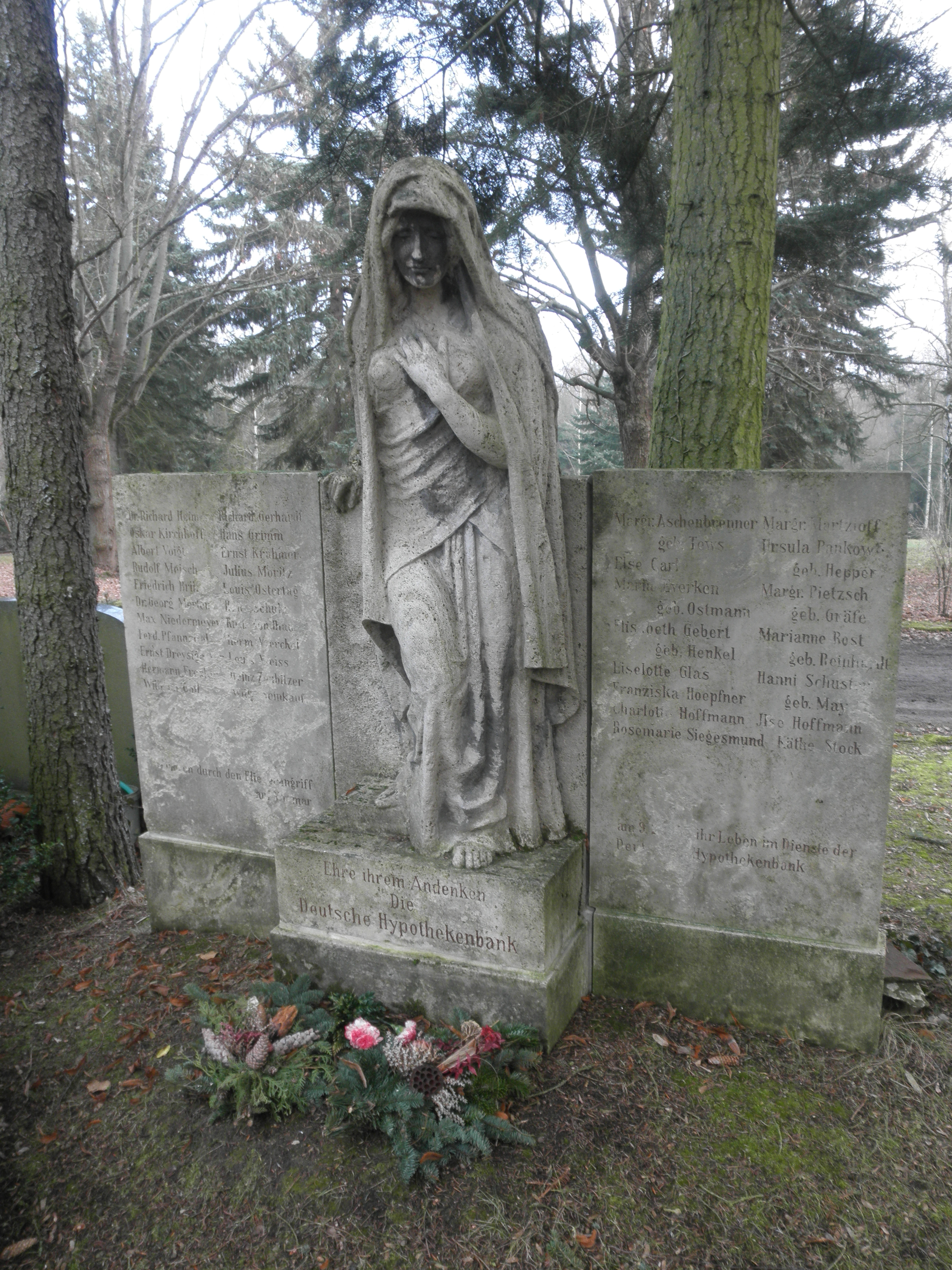
Gedenkstein für 37 Bombenopfer der Bank in Weimar am 9. Februar 1945

Die Bank ließ sich in den Jahren 1897–1899 vom Architekten Eduard Fritze ein neues imposantes Bankgebäude im eklektizistischen Stil errichten. Die Schlusssteinlegung und Einweihung des Bauwerks fand am 24. März 1899 statt. In den Jahren 1911 und 1912 wurde das Gebäude mit einem Nordflügel analog dem Baustil des bestehenden Bauwerks bedeutend vergrößert.
Nach dem Umzug 1938 nach Weimar kaufte die Stadt Meiningen das Bankgebäude. Hier residierte bis 1945 unter anderem eine Filiale der Deutschen Bank. Weiter wurde das Haus für Ausstellungen und Wohnungen genutzt. Nachdem sich hier nach 1945 kurzzeitig das Landratsamt Meiningen einquartierte, etablierte 1948 die Deutsche Notenbank, 1968 in Staatsbank der DDR umbenannt, bis zu ihrer Auflösung im Jahr 1990 in dem Bankgebäude eine ihrer Bezirksdirektionen. Das große Haus beherbergte mit der Genossenschaftsbank und ab 1963 mit der Kreissparkasse Meiningen weitere Kreditinstitute. Des Weiteren war hier eine Filiale der Staatlichen Versicherung der DDR untergebracht. Den Nordflügel belegte Anfang der 1950er Jahre die Bezirksbehörde der Deutschen Volkspolizei und anschließend bis 1990 das Volkspolizei-Kreisamt Meiningen.
Nach der politischen Wende 1989/90 zog in das Gebäude mit der Landeszentralbank Meiningen eine Filiale der Deutschen Bundesbank ein. Die weiter im Haus verbliebene Kreissparkasse wurde 1992 Eigentümer des Bankgebäudes. Sie wurde nach der Fusion mit weiteren Sparkassen 1995 in Rhön-Rennsteig-Sparkasse umbenannt. Seit dem Umzug der Bundesbank in ein eigenes neues Gebäude in der Lindenallee im Jahr 2000 ist die Sparkasse alleiniger Nutzer des Hauses. Von 1993 bis 2003 fanden unter dem Meininger Architekten Karsten Merkel und dem Architekturbüro Reich & Kratz aus Fulda eine umfangreiche Sanierung und Modernisierung des unter Denkmalschutz stehenden Bankgebäudes statt. Neben einem Lichthof mit Galerien erhielt das Haus ein 65 m langes und 10 m breites Glasdach. Die Sparkasse betreibt seit 2006 im Haus eine ständige Kunstgalerie, die unter anderem Foto-Ausstellungen über berühmte Filmschauspielerinnen mit dem Hauptthema „Frauen – Theater – Film“ zeigte.

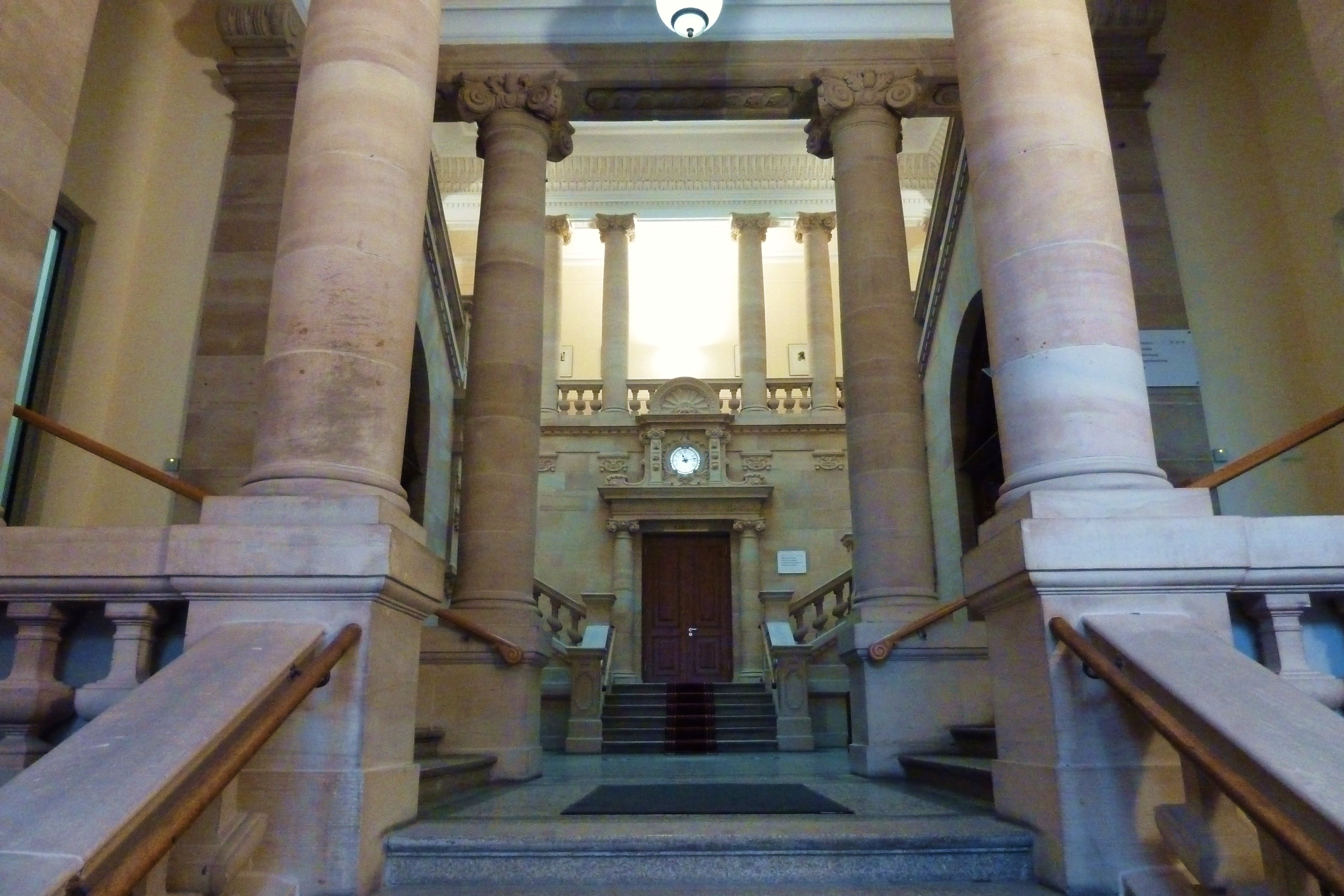
Eingangshalle
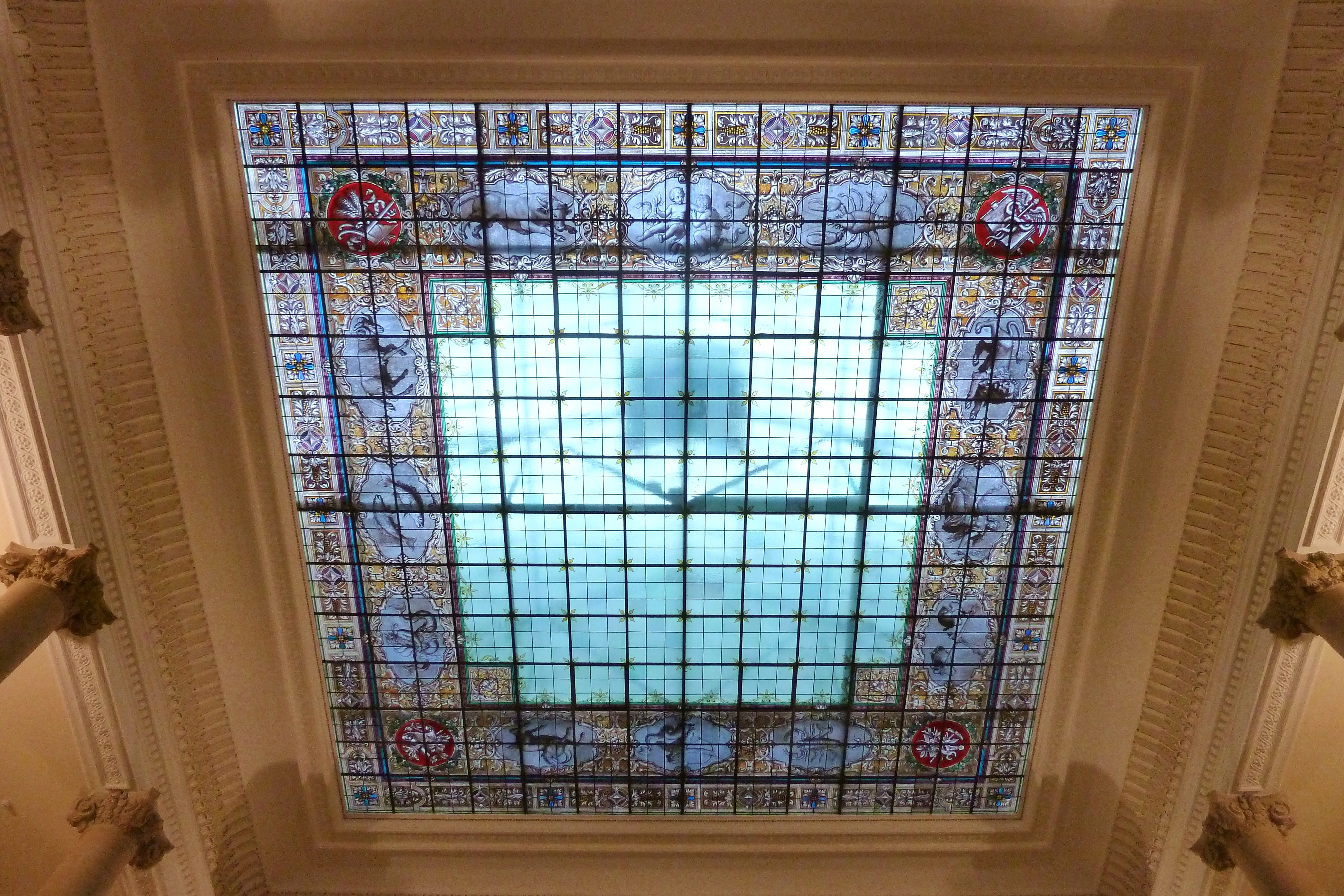
Buntglasdecke mit Tierkreismotiven über der Eingangshalle
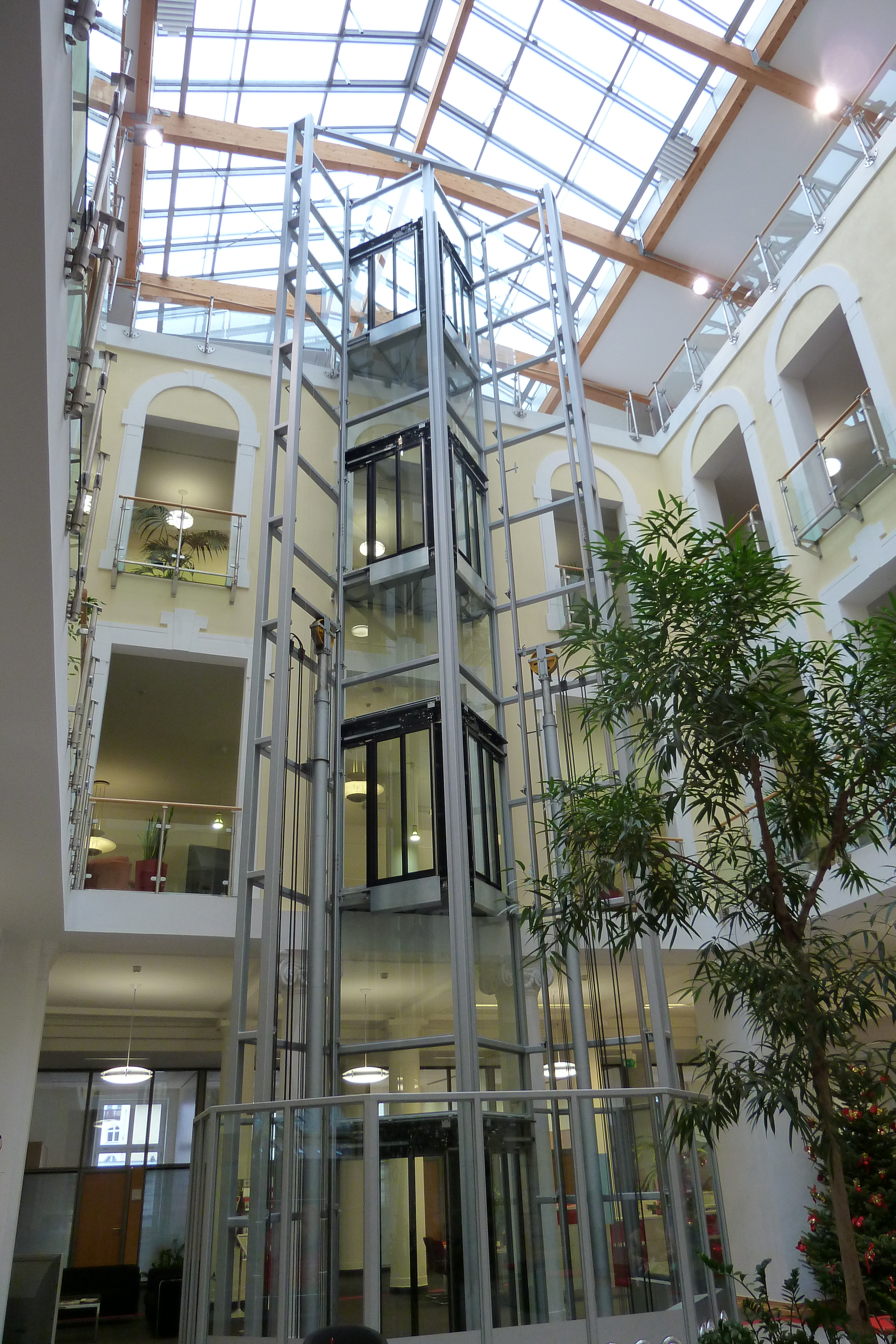
Haushohe Schalterhalle mit verglasten Fahrstühlen und Glasdach
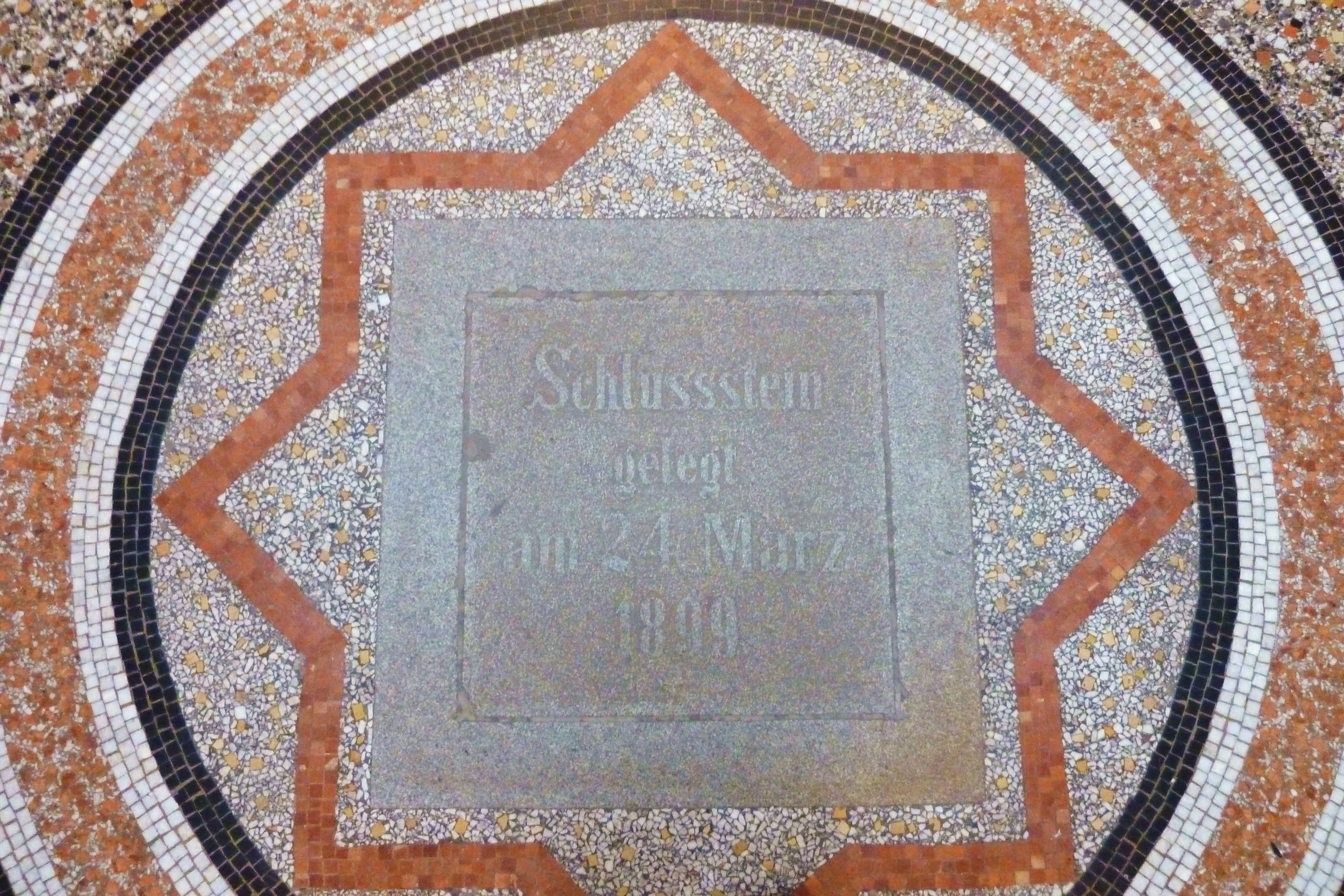
Schlussstein
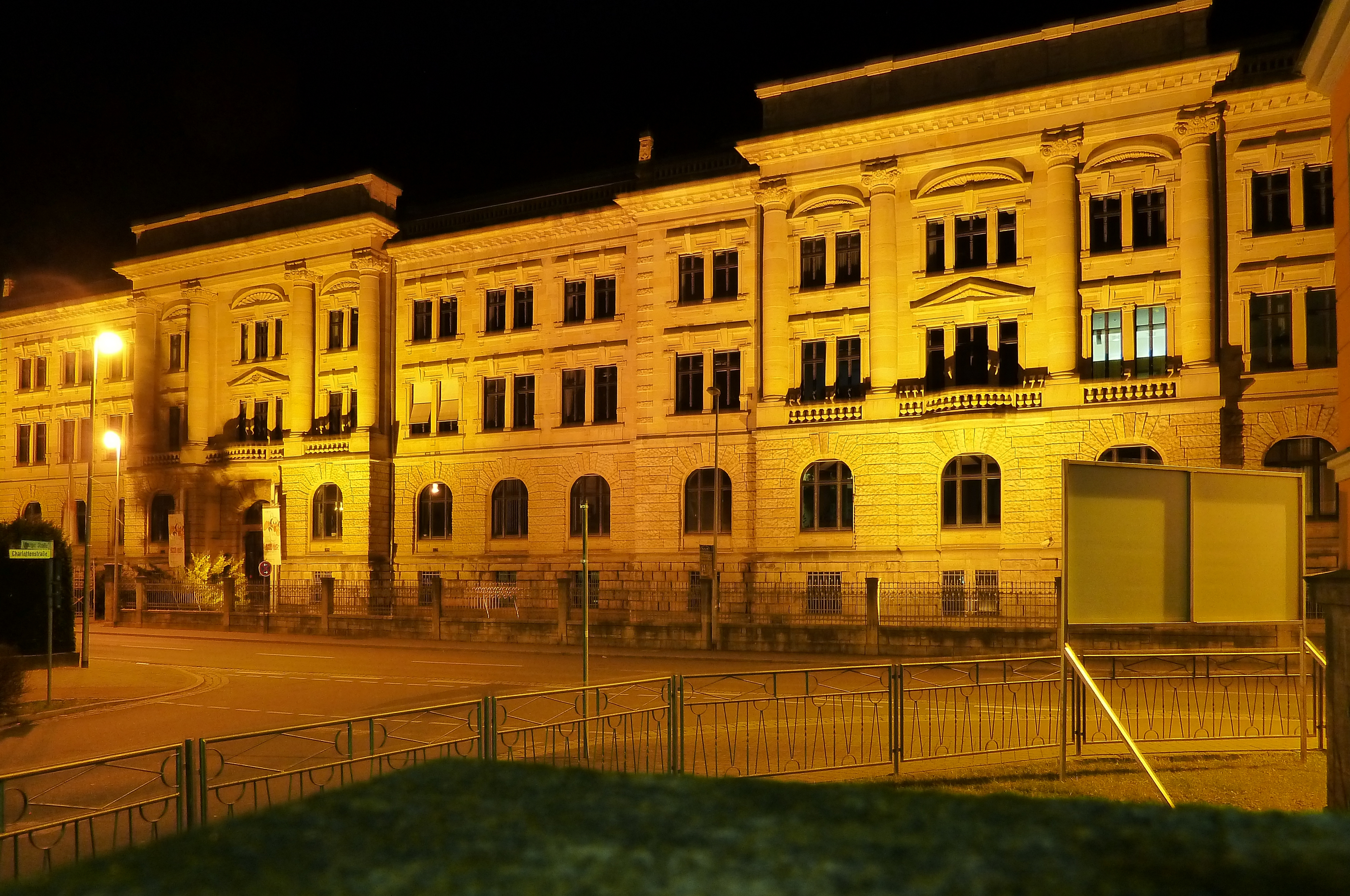
Das Gebäude bei Nacht